# ابن قزمان (مسلسل)
ابن قزمان مسلسل تاريخي سوري، من بطولة الفنان عبد الرحمن الخطيب الذي قدم شخصية «ابن قزمان» وهي شخصية تاريخية عرفت في الأدب الشعبي الذي قدم الزجل العربي المتزاوج بين الفصحى والعامية، وفضلا عن هذا الجانب الأدبي فهي شخصية طريفة لها ميزات شعبية آنذاك. إخراج السوري محمد فردوس أتاسي، وتأليف: أسمهان توفيق، وشارك في التمثيل مجموعة من الفنانين السوريين منهم زيناتي قدسية، شكران مرتجى، طلحت حمدي، ثراء دبسي، رغداء هاشم، إسكندر عزيز وغيرهم.

## الأدوار وأبعاد الشخصيات والممثلين
- ابن قزمان: شخصية لها مكانتها في أيام المرابطين، فهو الذي أبدع فن الزجل. ويتصف بالمرح وطيبة القلب وقصير القامة ويميل إلى خفة الحركة ورشاقتها التي تقرب من فن الرقص إلى حد ما. أدى الدور عبد الرحمن الخطيب.
- ميمونة: زوجة ابن قزمان، سيدة جافة غليظة في سلوكها مع زوجها تمتاز بالطول وبنية جسدية بارزة صوتها صارخ ولسانها سليط. أدّت الدور شكران مرتجى.
- زاد المال: خادمة عند ابن قزمان، ضخمة الجثة كأنها رجل في حركتها وسلوكها حادة جادة لكنها طيبة القلب. أدت الدور وفاء غازي.
- ابن خفاجة: شاعر بارز طاعن في السن؛ حزين ويحب ابن قزمان. طويل القامة مهاب ذو بشرة بيضاء محمرة وعينين سوداوين ساحرتين في الستين من عمره. أدى الدور طلحت حمدي.
- التطيلي: شاعر ذو روح فكهة بشرة حمراء وشعر أسود مسترسل، طويل في الخمسين من عمره. أدى الدور إسكندر عزيز.
- الليلكي: شاعر متمرد طويل القامة سريع البديهة متنمر في آراءه شديد في مواجهة الزبير أحد ولاة قرطبة، في الخامسة والأربعين من العمر. أدى الدور واصف حلبي.
- الزبير: والي من ولاة قرطبة. حسود حقود قاسي عنيد ضد شعراء الهجاء (الليلي – لتطيلي). يمثل بطش السلطان وجبروت الطغيان متوسط القامة في الخامسة والخمسين من عمره. أدى الدور زيناتي قدسية.
- شمس: زوجة الزبير في الثلاثين من عمرها، بارزة الجمال طيبة القلب على عكس زوجها. أدت الدور لينا  دياب.
- كوثر: سيدة في بداية الأربعينات من عمرها، على قدر واضح من الجمال والهيبة تهتم بمظهرها وشكلها ومظاهر البذخ واضحة في بيتها. أدت الدور تولاي هارون.
- عفراء: صبية خادمة الشاعر ابن خفاجة جميلة ساخرة من حيث الصوت والشكل. أدت الدور نوار يوسف.
- نزهون: صديقة كوثر، سيدة في الأربعينات، جميلة مؤثرة تهتم بالوجاهة والأدب. وكان لها صالون أدبي أندلسي. أدت الدور رغداء هاشم.
- قائد الحرس: بين الخامسة والثلاثين والأربعين  شخصية عسكرية على قدر من البلاهة والادعاء ينفذ أوامر سيده الزبير  بانصياع تام يفتقر إلى النباهة والذكاء طويل له عينان دائريتان وشخصية تحمل عبر مواقفها روح الكوميديا والسخرية. أدى الدور محمد خير الجراح
- الشيخ أيوب: شيخ كهل يعمل ناسخا للكتب طيب القلب  يسعى للخير صديق لأبي بكر ابن قزمان. أدى الدور أحمد منصور.
- زبيدة: سيدة مهابة ملتزمة دينيا تسعى لخدمة الفقراء والمساكين عجوز تجاوزت  الستين لكنها  تملك جسدا قويا وحركة سريعة، شجاعة في مواقفها لا تخشى في الحق لومة لائم، طويلة القامة ووجهها سمح رغم تجاعيد الزمن لسان حاد ووعي ثاقب. أدت الدور ثراء دبسي. ولديها حفيد يعمل في منزل ابن قزمان من أجل مساعدة ابنه ذو الاحتياجات الخاصة. أدى دور حفيد زبيدة علي السهلي.